# Limena
Limena település Olaszországban, Veneto régióban, Padova megyében. Lakosainak száma 8158 fő (2023. január 1.). Limena Curtarolo, Piazzola sul Brenta, Villafranca Padovana, Padova és Vigodarzere községekkel határos.

## Népesség
A település lakossága az elmúlt években az alábbi módon változott:
| Lakosok száma | 7890 | 7925 | 8158 |
|               | 2017 | 2018 | 2023 |